# Шато-де-Флёр

Вход в парк (1906 год)

Шато-де-Флёр (фр. Château de Flers — замок цветов) — часть бывшего киевского Царского сада (ныне Городской парк; территория стадиона «Динамо»). Тут в 1863 году французский предприниматель открыл развлекательное заведение (кафе-шантан) Шато-де-Флёр. В 1868—1878 годах по проекту архитектора Сомонова построено помещение для кафе с танцевальным залом, галереями и балконом. В 1879 году тут было основано Русское драматическое общество.
После 1917 года в парке вместо «буржуазного» кафе-шантана появились спортивные площадки, а в 1933 году торжественно открылся комплекс стадиона «Динамо».